# گیرشتدت
گیرشتدت (به آلمانی: Gierstädt) یک شهر در آلمان است که در Gotha واقع شده‌است. گیرشتدت ۸۸۱ نفر جمعیت دارد.